# Lucia Caporaso
Lucia Caporaso é uma matemática italiana, que trabalha com geometria algébrica.
Recebeu o Prêmio Giuseppe Bartolozzi de 1997.
Para 2018 está convidada como palestrante do Congresso Internacional de Matemáticos no Rio de Janeiro.

## Publicações selecionadas
- com Joe Harris: Counting plane curves of any genus, Inventiones mathematicae, Volume 131, 1998, p. 345–392
- com Filippo Viviani: Torelli theorem for graphs and tropical curves, Duke Math. J., Volume 153, 2010, p. 129–171
- com Omid Amini: Riemann-Roch theory for weighted graphs and tropical curves, Advances in Mathematics, Volume 240, 2013, p. 1–23
- Geometry of the theta divisor of a compactified jacobian, Journal of the European Mathematical Society, Volume 11, 2009, p. 1385–1427
- Algebraic and tropical curves: comparing their moduli spaces, in: G. Farkas, I. Morrison (Ed.),  Handbook of Moduli, Volume 1, Advanced Lectures in Mathematics, Volume XXIV, 2013, p. 119–160
- Algebraic and combinatorial Brill-Noether theory: in:  V. Alexeev, E. Izadi, A. Gibney, J. Kollàr, E. Loojenga (Ed.), Compact Moduli Spaces and Vector Bundles, Contemp. Math., Volume 564, 2012,  p. 69–85,
- com Joe Harris, Barry Mazur: How many rational points can a curve have ?, in: The Moduli space of curves, Progress in mathematics 129, Birkhäuser, 1995, p. 13–32.
- Compactified Jacobians, Abel maps and Theta divisors, Contemporary Mathematics, Volume 465, 2008 (Valery Alexeev, Arnaud Beauville, Herbert Clemens (Ed.), Curves and Abelian varieties: international conference, in honor of Roy Smith's 65th birthday. March 30-April 2, 2007), 2008
- Moduli theory and arithmetic of algebraic varieties, in: Alberto Collino, Alberto Conte, Marina Marchisio (Ed.), Proceedings of the Fano conference, 2004, p. 353–379
- com Dan Abramovich, Sam Payne: The tropicalization of the moduli space of curves, Annales Scientifiques del'ENS, Volume 48, 2015, p. 765–780